# Ministério da Educação (Suécia)
| Ministério da Educação Utbildingsdepartementet                         |                                |
| Drottninggatan 16, 103 33 Estocolmo Ministério da Educação (em inglês) |                                |
| Criação                                                                | 1840                           |
| Atual ministro                                                         | Mats Persson (Partido Liberal) |

O Ministério da Educação da Suécia – Utbildingsdepartementet - é um ministério do Governo da Suécia, responsável pelo ensino e pela investigação.
Entre as suas áreas de ação, estão incluídos: os resultados escolares, as condicões de trabalho dos professores e o financiamento dos estudos. 
O ministério é dirigido pelo Ministro da Educação e alberga ainda o Ministro da Escola.

Conta com cerca de 200 funcionários.

## Ministros do Ministério da Educação
- Ministro da Educação (Utbildningsminister)
- Ministro de Escola (Skolminister)

## Algumas agências governamentais ligadas ao Ministério da Educação
O Ministério da Educação da Suécia inclui os seguintes órgãos e departamentos centrais: 
- Centrala studiestödsnämnden
- Autoridade Nacional da Juventude e da Sociedade Civil
- Institutet för rymdfysik
- Biblioteca Nacional da Suécia (Kungliga biblioteket)
- Myndigheten för yrkeshögskolan
- Polarforskningssekretariatet
- Sameskolstyrelsen
- Skolinspektionen
- Agência Nacional Sueca de Educação (Skolverket)
- Specialpedagogiska skolmyndigheten
- Svenska Unescorådet
- Secretaria de Estado da Juventude (Ungdomsstyrelsen)
- Universitetskanslersämbetet
- Universitets- och högskolerådet
- Vetenskapsrådet